# Municipio de Lee (condado de Polk)
El municipio de Lee (en inglés: Lee Township) es un municipio ubicado en el condado de Polk en el estado estadounidense de Iowa. En el año 2010 tenía una población de 63026 habitantes y una densidad poblacional de 946,13 personas por km².

## Geografía
El municipio de Lee se encuentra ubicado en las coordenadas 41°35′34″N 93°34′9″O / 41.59278, -93.56917. Según la Oficina del Censo de los Estados Unidos, el municipio tiene una superficie total de 66.61 km², de la cual 65.06 km² corresponden a tierra firme y (2.33%) 1.55 km² es agua.

## Demografía
Según el censo de 2010, había 63026 personas residiendo en el municipio de Lee. La densidad de población era de 946,13 hab./km². De los 63026 habitantes, el municipio de Lee estaba compuesto por el 73.61% blancos, el 10.06% eran afroamericanos, el 0.63% eran amerindios, el 4.81% eran asiáticos, el 0.08% eran isleños del Pacífico, el 7.17% eran de otras razas y el 3.64% pertenecían a dos o más razas. Del total de la población el 16.95% eran hispanos o latinos de cualquier raza.